# Вишнівка (напій)

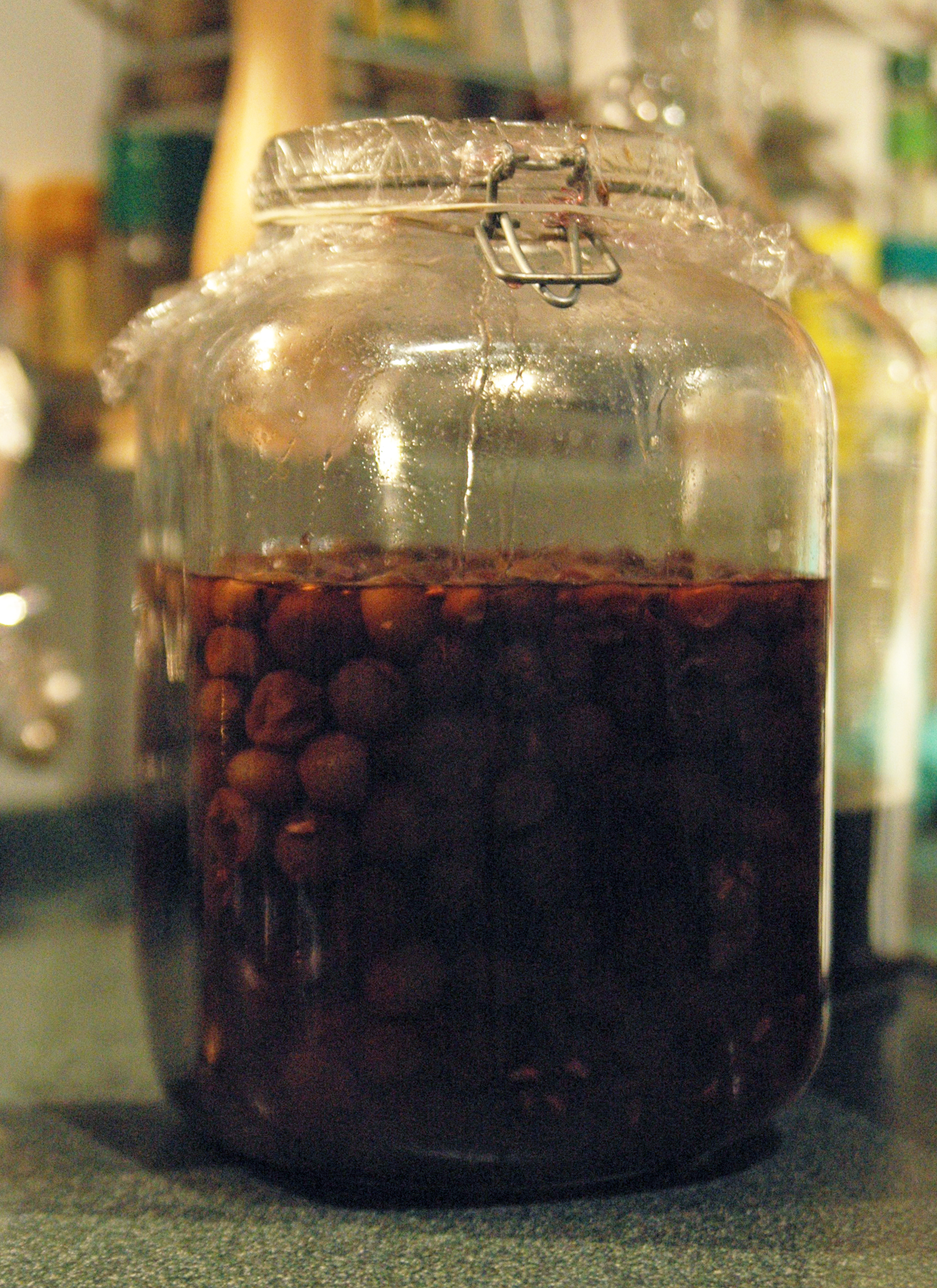
Зброджування ягід вишні

Вишні́вка (вишняк, вишневий лікер) — алкогольний напій з вишні; вишнева наливка. Український національний спиртний напій. 
Так можуть називати як вишневе вино, отримане зброджуванням ягід вишні з додаванням цукру, так і міцнішу наливку чи настоянку на спирті (горілці). Зазвичай вишнівка виготовляється у домашніх господарствах, у продажу зустрічається рідше. Є одним з найпопулярніших плодово-ягідних вин та наливок.

## Рецепт настоянки
Ємність заповнюють ягодами, заливають горілкою, настоюють 10-12 днів. Потім її зливають. Вишні знову заливають горілкою на трохи більший термін, приблизно — 2 тижні. Потім повторюють дії втретє і настоюють до двох місяців. Отримані настойки змішують.

## Рецепт наливки

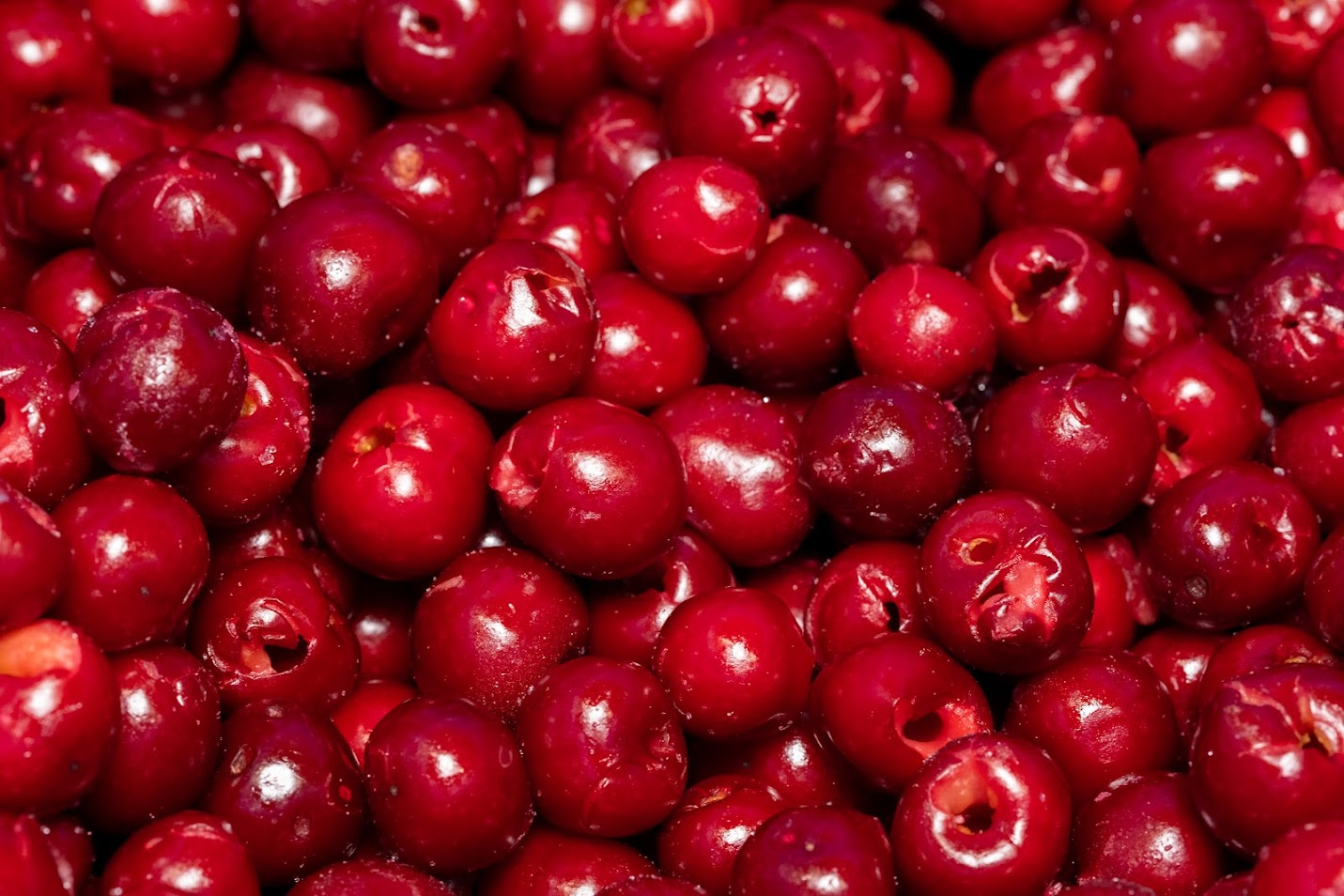
Вишні

Існує безліч способів приготування вишневої наливки, які відрізняються часом зброджування, додаванням води та спирту на різних етапах. Для хорошого бродіння вишню бажано не мити, щоб не видалити зі шкірки дикі дріжджі. 
Ягоди засипати до бутлю і пересипати цукром. Зав'язати бутель марлею і поставити в тепле місце, щоб вишня перебродила, на це йде 4-6 тижнів. Також можна використати пробку з гідрозатвором, або закрити ємність гумовою рукавичкою з маленькою дірочкою, яка з часом піднімається через газ, що виділяється. Про припинення бродіння свідчить припинення виділення бульбашок газу у воду або рукавичка, що впала. Після цього необхідно рідину розлити у пляшки, закупорити та поставити в холодне місце. 
Інший рецепт: відразу заливати ягоди з цукром та горілкою. Також можна здійснити кріплення практично готової вишнівки спиртом або горілкою, це підніме градус та припинить бродіння.
Залишок вишні можна знову залити горілкою і приготувати настоянку, або використовувати для приготування десертів.
Раніше замість цукру використовували мед, закупорювали вишнівку для дозрівання в міцні бочки, інакше газ, що виділяється, міг їх розірвати. Ставили в льох на 3 місяці, готову там же і зберігали.

Видання «Українські страви» 1960 року наводить рецепти вишняку, вишнівки старосвітської, київської та звичайної:
Половину приготовлених для настойки вишень очищають від кісточок, а другу їх половину залишають з кісточками. Підготовлені вишні засипають в бутель на 1/4 його об’єму. Засипані вишні заливають міцною горілкою і ставлять в затінок на 3—4 тижні. Після цього наливку зливають в інший чистий бутель, додають цукор-пісок з розрахунку 300 г на 1 л настойки, закупорюють і ставлять в тепле місце, щоб цукор потроху розтав. Коли хочуть, щоб вишнівка була солодшою, цукру беруть в два рази більше, роблять густий сироп і, поки він гарячий, потроху розводять ним вишнівку. Охолоджену вишнівку фільтрують, розливають в пляшки, закупорюють і зберігають протягом 6 місяців. Чим старіша вишнівка, тим вона смачніша.

## У літературі
- Згадується в п'єсі для дітей «Ведмідь в гостях у Бабусі» Олександра Олеся[8][9][10]:

Поспішайте, посуд мийте, / Гарно вимажіть долівку, / Стіл рядниною накрийте, / Принесіть стару вишнівку... / Праці маєте без краю...
У деяких сучасних виданнях згадка вишнівки була прибрана.